# Pulsatilla juzepczukii
Pulsatilla juzepczukii är en ranunkelväxtart som beskrevs av Nikolai Nikolaievich Tzvelev. Pulsatilla juzepczukii ingår i släktet pulsatillor, och familjen ranunkelväxter. Inga underarter finns listade i Catalogue of Life.